# J.G
J.G(본명: 고가녕, 1993년 1월 12일 ~)는 중국의 가수이다. 과거 대한민국의 보이그룹 크로스진의 메인보컬을 맡았다.